# Freedesktop.org
freedesktop.org (fd.o) este un proiect al cărui scop este îmbunătățirea interoperabilității în mediile desktop open source pentru X Window System (X11) pe Linux și alte sisteme de operare Unix-like. A fost înființat de Havoc Pennington de la Red Hat în martie 2000.
Organizația se concentrează asupra utilizatorului de desktop. Pentru că există multe sisteme de dezvoltare pentru X11, organizația încearcă să se asigure că diferențele nu sunt vizibile pentru utilizatori.
Cele mai folosite medii desktop pentru X, GNOME și KDE, lucrează împreună la acest proiect. De curând freedesktop.org a publicat proiectul Portland, un set de interfețe comune pentru mediile desktop.
În trecut freedesktop.org s-a numit „X Desktop Group” și acronimul „XDG” este folosit în continuare în lucrările lor.

## Proiecte găzduite
fd.o găzduiește mai multe proiecte relevante, printre care:
- X.Org Server, implementarea oficială a X11. Versiunea curentă este o  bifurcare a XFree86 înainte ca acesta din urmă să-și schimbe licența.
- D-Bus – daemon pentru IPC
- fontconfig – o bibliotecă pentru descoperirea fonturilor, substituirea numelor, etc.
- Xft, fonturi anti-aliere ce folosesc bibilioteca FreeType în locul vechilor fonturi din X.
- Cairo – o bibliotecă de grafică special pentru grafică vectorială, cu suport pentru dispozitive multiple.
- Mesa 3D – o implementare a API-urilor OpenGL, OpenGL ES, OpenVG, EGL și Vulkan și asemenea de gaphic device driver de tip DRI și de tip Gallium3D
- Wayland – înlocuitorul lui X11
- systemd – înlocuitorul lui init
- XCB – înlocuitor al Xlib.
- GTK-QT engine Arhivat în 25 februarie 2008, la Wayback Machine., un sistem de randare GTK+ 2 care folosește Qt pentru a desena elementele de interfață grafică, oferind programelor GTK+2 aceeași experiență în utilizare cu a aplicațiilor KDE.
- Avahi, o implementare a Zeroconf, incepută ca proiect al fd.o, dar va fi mutată în altundeva.
- Poppler, bibliotecă de randare PDF.

## Scopuri
Scopul proiectului nu este să publice standarde formale, ci mai degrabă, să găsească problemele de interoperabilitate mult mai devreme în proces.
1. Colectează specificații existente, standarde și documente legate de interoperabilitatea pe X și le face accesibile într-un loc central;
2. Ajută ca dezvoltarea de noi specificații și standarde să fie aceeași pentru mai multe desktopuri X;
3. Integrează standarde desktop specifice în acțiuni de standardizare mai largi, precum Linux Standard Base și ICCCM;
4. Lucrează la implementarea acestor standarde pe desktopuri de X;
5. Acționează ca un forum neutru pentru împărtășirea ideilor legate de desktopurile pentru X;
6. Oferă repozitorii pentru sursă (git),[4] și CVS,[5] Bugzilla, mailing lists și alte resurse pentru proiecte de software liber.